# آوانس مگردومیان
آوانس مگردومیان (ارمنی: Աւանէս Մկրտումյան; انگلیسی: Avanes Megrdoumian; زاده ۱۹۲۹)، اسکی‌باز ارمنی‌تبار اهل ایران است.

## زندگی‌نامه
مگردومیان در سال ۱۹۲۹ میلادی (۱۳۰۸ خورشیدی) در تهران به دنیا آمد و فعالیت ورزشی خویش را در سال ۱۹۳۹ (۱۳۱۸) شروع کرد و در سال ۱۹۵۲ (۱۳۳۱) در ترکیب تیم ملی ایران در مسابقات سن آنتوان ناسیونال لبنان مقام قهرمانی را کسب نمود وی در سال‌های ۱۹۴۴ و ۱۹۴۵ (۱۳۲۳ و ۱۳۲۴) در کشور فرانسه دورهٔ کوهنوردی و اسکی را طی کرد و موفق به دریافت دیپلم عالی مربیگری گردید.
در بازی‌های المپیک زمستانی ۱۹۶۴ اینسبورگ، اتریش، دومین المپیک زمستانی که ایران در آن شرکت کرده بود، به عنوان پرچمدار کاروان ایران (او تنها ایرانی است که ۳ بار و بصورت متوالی پرچمدار ایران در المپیک بوده است)، در رشته‌های مارپیچ کوچک، مارپیچ بزرگ و اسکی سرعت به مصاف حریفان خود رفت.
او در مارپیچ کوچک در رتبه ۶۵، در مارپیچ بزرگ در رتبه ۶۴ و در اسکی سرعت در رتبه ۶۹ جدول رده‌بندی قرار گرفت.
وی در بازی‌های المپیک زمستانی ۱۹۶۸ که در گرونوبل، فرانسه برگزار می‌شد در ترکیب ایران نیز مجدد در همین سه رشته شرکت نمود و در مارپیچ کوچک در رتبه ۸۰، مارپیچ بزرگ در رتبه ۷۳ و در اسکی سرعت در رتبه ۶۹ جدول رده‌بندی قرار گرفت.
وی در سال ۱۹۷۲ (۱۳۵۱) به مقام سرپرستی تیم ملی اسکی ایران منصوب شد و در سال ۱۹۷۸ (۱۳۵۷) از سمت سرپرستی تیم ملی کناره گرفت.